# Apolipoprotéine B
L'apolipoprotéine B, abrégée de manière courante en « Apo B » est une lipoprotéine synthétisée par le foie et les intestins. 

## Structure
Il existe deux formes : 
- l'apolipoprotéine B-48 (Apo B-48) à la surface des chylomicrons ;
- l'apolipoprotéine B-100 (Apo B-100) à la surface des VLDL, des IDL et des LDL.

l'apolipoprotéine B-100 est nettement prédominante par rapport à l'apolipoprotéine B-48.
La synthèse est faite par le même gène, APOB, situé sur le bras court du chromosome 2 humain, l'Apo B-100 correspondant à une traduction complète de l'ARNm issu du gène et l'Apo B-48 en une traduction partielle. Une modification post-transcriptionnelle effectuée par une désaminase provoque la transformation d'une cytosine en uracile entraînant ainsi le remplacement d'un codon CAA (codant la Glutamine) par un codon UAA (codon STOP) responsable de l'arrêt de la traduction et donc de la traduction partielle relative à l'Apo B-48.

## Rôle
Il permet la pénétration du cholestérol dans la paroi artérielle et contribuerait, par ce biais à l'athérome.

## En médecine
Son dosage est standardisé : il est reproductible par les différents laboratoires. Il concerne les deux formes réunies et le taux retrouvé n'est guère influencé par le jeûne.
Il existe une forme familiale d'hypoapolipoprotéine B de transmission autosomique dominante et conduisant à un haut taux de LDL cholestérol. Ceci est dû au fait que si la lipoprotéine B100 est mutée, elle ne pourra pas être reconnue par le LDLR. 
Par ailleurs, plus de 60 mutations sur le gène APOB ont été décrites, conduisant à une baisse de l'Apo B-100 et du taux du LDL cholestérol, ainsi qu'à un degré plus ou moins important de stéatose hépatique secondaire à l'accumulation de triglycérides qui ne sont plus utilisés dans la formation des LDL ou des VLDL.
Il n'a pas été démontré de baisse du risque de maladies cardiovasculaires chez ces patients mais ils sont probablement trop rares pour pouvoir faire des statistiques. Toutefois des arguments indirects (en particulier une diminution de la rigidité artérielle) tendent à être en faveur de la diminution de ce risque.
À l'inverse, une augmentation du taux sanguin des apolipoprotéines B serait un marqueur de risque de survenue d'une maladie cardiovasculaire, et ce, de manière indépendante du niveau du LDL cholestérol,.

## Cible thérapeutique
Le principaux médicaments jouant sur le LDL cholestérol (statine, ézétimibe, anti PSCK9, acide bempédoïque) permettent de diminuer le taux d'apolipoprotéine B de manière comparable.
Le mipomersen est un oligonucléotide se fixant sur l'ARN messager de l'Apo-B, aboutissant au clivage de ce dernier. Il est en cours d'étude dans les dyslipidémies.
Un vaccin ciblant l'ApoB 100 est en cours de développement pour tenter de lutter contre l'athérome. L'eau enrichie en hydrogène semble aussi présenter une certaine efficacité.